# Eugène Cremmer
Eugène Cremmer (Parigi, 7 febbraio 1942 – Parigi, 30 ottobre 2019) è stato un fisico francese.
È stato direttore di ricerca presso l'École normale supérieure. Nel 1978 insieme a Bernard Julia e Joël Scherk, ha sviluppato una teoria della supergravità in 11 dimensioni e ha proposto un meccanismo di compattificazione spontanea nella teoria quantistica dei campi.